# Поляницька світа
Поля́ницька сві́та — літостратиграфічний підрозділ нижньоміоценових (?) відкладів складчастих Карпат і Передкарпатського прогину. Вік даних відкладів досі залишається дискусійним, проте зі зростанням кількості досліджень, спостерігається стійка тенденція до омолодження. Синоніми: верхньополяницькі шари, нагуєвицькі шари, космачська світа.

### Назва
Від назви села Поляниця.

### Поширення
Передкарпатський прогин, північні скиби Скибової зони Карпат.

### Стратотип
Розріз порід в околицях с. Поляниця, вперше описаний Рудольфом Зубером у 1915 р. Як лектостратотип поляницької світи прийнятий розріз в районі села Івано-Франкове Львівської області.

### Літологія
Аргіліти сірі, слюдисті, вапнисті, з прошарками вапняків, іноді конгломератів. Потужність світи коливається в межах від 400 до 600 м. Відклади поляницької світи залягають часто незгідно на менітлітовій світі, перекриваються (іноді фаціально заміщуються) відкладами воротищенської світи

### Фауністичні і флористичні рештки
Зустрічаються поодинокі дрібні бентосні форамініфери, за якими важко визначити віковий діапазон.
| ←        | \| Кайнозой \| Кайнозой \| Кайнозой \| \| Палеоген \| Неоген \| Антропоген \| \| -------- \| -------- \| ---------- \| | →          |
| Кайнозой | |            |
| Палеоген | Неоген | Антропоген |

| Система/ Період                                                        | Відділ/ Епоха  | Ярус/ Вік                | Вік (млн років) | Вік (млн років) |
| ---------------------------------------------------------------------- | -------------- | ------------------------ | --------------- | --------------- |
| Четвертинний, Q                                                        | Плейстоцен, Q1 | Гелазький                | молодше         | молодше         |
| Неоген, N                                                              | Пліоцен, N2    | П'яченцький, N2pla       | 2,58            | 3,60            |
| Неоген, N                                                              | Пліоцен, N2    | Занклійський ярус, N2zan | 3,60            | 5,33            |
| Неоген, N                                                              | Міоцен, N1     | Мессінський, N1mes       | 5,33            | 7,25            |
| Неоген, N                                                              | Міоцен, N1     | Тортон, N1tor            | 7,25            | 11,63           |
| Неоген, N                                                              | Міоцен, N1     | Серравалійський, N1srv   | 11,63           | 13,82           |
| Неоген, N                                                              | Міоцен, N1     | Лангійський, N1lan       | 13,82           | 15,97           |
| Неоген, N                                                              | Міоцен, N1     | Бурдігальський, N1bur    | 15,97           | 20,44           |
| Неоген, N                                                              | Міоцен, N1     | Аквітанський, N1aqt      | 20,44           | 23,03           |
| Палеоген, P                                                            | Олігоцен, Р3   | Хаттський, Р3h           | старіше         | старіше         |
| Підрозділи неогенової системи наведені згідно МКС, станом на 2018 рік. |                |                          |                 |                 |
| п о р                                                                  |                |                          |                 |                 |